# Alfabetyzm funkcjonalny
Alfabetyzm funkcjonalny – pojęcie odnoszące się do umiejętności posługiwania się informacjami i wiedzą na potrzeby analizowania, argumentowania i efektywnego komunikowania w procesach stawiania, rozwiązywania i interpretowania problemów w różnych sytuacjach.
W realizowanym od 2000 roku przez Organizację Współpracy Gospodarczej i Rozwoju (OECD) Programie Międzynarodowej Oceny Umiejętności Uczniów (ang. Programme for International Student Assessment, PISA) dotyczy umiejętności: rozumienia tekstu, myślenia matematycznego i myślenia naukowego. Wysoki poziom alfabetyzmu funkcjonalnego pozwala jednostkom na uczenie się przez całe życie i kształtuje wysoką jakość kapitału ludzkiego na potrzeby gospodarki opartej na wiedzy.